# 安東尼·迪斯克拉方尼
安東尼·詹姆斯·迪斯克拉方尼（英語：Anthony James DeSclafani，1990年4月18日—），為美國職棒大聯盟的投手，目前效力於亞利桑那響尾蛇。他先前曾效力過馬林魚、紅人與巨人等隊。2011年美國職棒大聯盟選秀，他在第六輪被藍鳥隊選走。並在2014年登上大聯盟。

## 職業生涯

### 多倫多藍鳥
藍鳥隊在2011年大聯盟選秀的第六輪選進了迪斯克拉方尼。2012年，他在1A繳出11勝3敗，防禦率3.37的不錯成績。

### 邁阿密馬林魚
球季結束後，藍鳥與馬林魚發動一場12人的大交易。藍鳥隊送出迪斯克拉方尼、亞丹尼·哈查瓦瑞亞、Henderson Álvarez、Yunel Escobar、傑夫·馬席斯、賈斯汀·尼寇力和傑克·馬瑞斯尼克；馬林魚送出馬克·柏利、喬許·詹森、荷西·雷耶斯、John Buck和Emilio Bonifácio。這年迪斯克拉方尼先後從高階1A升上2A，並成為馬林魚小聯盟的全明星球員。
2014年5月14日，迪斯克拉方尼升上大聯盟。他在初登板不僅送出7次三振，還敲出2支安打。9月11日，他因為故意對Carlos Gómez投出觸身球，使他被驅逐出場。後來他也被聯盟祭出3場的禁賽與罰款。

### 辛辛那提紅人
2014年12月11日，馬林魚將迪斯克拉方尼和Chad Wallach交易至紅人，換來麥特·拉托斯。這年迪斯克拉方尼先發31場比賽，僅拿下9勝13敗。不過隔年他先發20場比賽，雖然中間因為受傷缺席不少比賽，但還是拿下9勝5敗。
2017年春訓，迪斯克拉方尼感到右手肘不適，結果經檢查後發現是肌腱炎。最後他為了動手術導致整個球季提前結束。
迪斯克拉方尼一路休息到2018年6月5日才正式復出，而他在6月23日敲出生涯首支滿貫砲。這年他拿下7勝8敗，防禦率4.93。
2019年，迪斯克拉方尼成為球隊的3號先發。這年他拿下9勝9敗，防禦率3.89。
2020年縮水球季，迪斯克拉方尼只拿下1勝2敗，防禦率高達7.22。

### 舊金山巨人
2020年12月16日，迪斯克拉方尼和巨人隊簽下1年600萬美元的合約。他在2021年4月26日投出一場完封勝。整季他拿下13勝7敗，防禦率3.17，2次完封勝並列國聯第一。打擊方面，他敲出7支觸擊安打排名國聯第10。防守率是完美的1.000。
2021年11月22日，迪斯克拉方尼和巨人隊簽下3年3600萬美元的合約。

### 明尼蘇達雙城
2024年1月5日，巨人將迪斯克拉方尼與米契·漢尼格交易到水手，換來羅比·瑞伊。1月29日，水手將迪斯克拉方尼、Justin Topa、Gabriel González、Darren Bowen和現金交易到雙城，換來荷黑·波朗柯。3月30日，他因為進行屈指肌腱手術，導致2024年球季報銷。

## 個人生活
迪斯克拉方尼於2019年1月結婚，大兒子於2020年出生。目前一家三口定居在菲力荷自治市。

## 外部連結
- 安東尼·德謝拉法尼在美國職棒官網（英语）
- 安東尼·德謝拉法尼在Baseball-Reference.com（大聯盟）（英语）
- 安東尼·德謝拉法尼在Baseball-Reference.com（小聯盟以及海外聯盟）（英语）
- 安東尼·德謝拉法尼在ESPN（MLB）（英语）
- 安東尼·德謝拉法尼在FanGraphs.com（英语）
- 安東尼·德謝拉法尼在Retrosheet（英语）
- 安東尼·德謝拉法尼在The Baseball Cube（英语）
- 安東尼·迪斯克拉方尼的X（前Twitter）